# The Curse of Iku
The Curse of Iku er en amerikansk stumfilm fra 1918 af Frank Borzage.

## Medvirkende
- Frank Borzage som Allan Carroll / Allan Carroll III
- Tsuru Aoki som Omi San
- Thomas Kurihara